# Wilhelm von Hofkirchen
Wilhelm I. Frei- und Panierherr von Hofkirchen, Herr zu Kollmitz (Kollmünz) und Drösiedl (Dressidel) (* 1527 in Drösiedl; † 1584, vermutlich in Wien oder Schloss Vösendorf) war ein österreichischer Feldmarschall und Hofkriegsrats-Präsident unter den Kaisern Maximilian II. und Rudolf II. und ein Förderer des Protestantismus.

## Leben
Wilhelm von Hofkirchen war der Sohn von Wolfgang von Hofkirchen († 1538) und Barbara von Traun.
| Vorfahren des Freiherrn Wilhelm von Hofkirchen | Vorfahren des Freiherrn Wilhelm von Hofkirchen                                                                             | Vorfahren des Freiherrn Wilhelm von Hofkirchen                                                                             | Vorfahren des Freiherrn Wilhelm von Hofkirchen | Vorfahren des Freiherrn Wilhelm von Hofkirchen                                                                           |
| ---------------------------------------------- | --- | --- | --- | --- |
| Urgroßeltern                                   | Johann I. von Hofkirchen († 1479), Herr zu Kollmitz ⚭ Barbara von Dressidel                                                | Ladislaus I. Popel von Lobkowitz († um 1505), Herr zu Chlumec ⚭ Anna von Kraigk († 1520)                                   | Wolfgang von Abensperg und Traun († 1458), Herr zu Eschelberg, Einberg, Münzkirchen und Raab ⚭ 1436 Clara von Freyberg († vor 1457) zu Hohenaschau | Bernhard von Schärffenberg († 1513), Herr zu Windegg ⚭ Elisabeth von Fladnitz († 1489)                                   |
| Großeltern                                     | Lorenz (Laurentius) III. von Hofkirchen († zwischen 1494 und 1500) ⚭ Elisabeth (Alžběta) Popel von Lobkowitz († nach 1500) | Lorenz (Laurentius) III. von Hofkirchen († zwischen 1494 und 1500) ⚭ Elisabeth (Alžběta) Popel von Lobkowitz († nach 1500) | Hans (Johannes) V. von Abensperg und Traun zu Traun (* um 1430–1500) ⚭ Prix (Praxedis) von Schärfenberg (* um 1435–1513)                           | Hans (Johannes) V. von Abensperg und Traun zu Traun (* um 1430–1500) ⚭ Prix (Praxedis) von Schärfenberg (* um 1435–1513) |
| Eltern                                         | Wolfgang I. von Hofkirchen († 1538) ⚭ Barbara von Traun                                                                    | Wolfgang I. von Hofkirchen († 1538) ⚭ Barbara von Traun                                                                    | Wolfgang I. von Hofkirchen († 1538) ⚭ Barbara von Traun                                                                                            | Wolfgang I. von Hofkirchen († 1538) ⚭ Barbara von Traun                                                                  |
| Wilhelm von Hofkirchen (* um 1529; † 1584)     | | | | |

Wilhelm von Hofkirchen besuchte die Wiener Landschaftsschule; einer seiner Mitschüler war der spätere kaiserliche Feldoberst und österreichisch-ungarische General Hans Rueber zu Pixendorf (1529–1584). 1564 wurden ihm Haus Drösiedl samt Dorf, Meierhof und Gründen, Lehen des Kaisers und des Stiftes Melk, von seinem Bruder Hanns von Hofkirchen gegen 3000 Rheinische Gulden überschrieben. 1567 wurde er von Abt Urban I. Perntaz († 1587) mit weiteren Rechten des Stiftes Melk belehnt.
Hofkirchen war 1559 bis 1562 Verordneter des Herrenstandes, 1565 General Land-Obrist in Niederösterreich und kämpfte 1566 bis 1569 in Ungarn gegen die Türken. Unter Maximilian II. (1527–1576) war er Hofkriegsrat und Geheimer Rat und unter Rudolph II. (1552–1612) Hofkriegsrats-Präsident.
Die Familie Jud zu Hofkirchen stammt ursprünglich aus Hofkirchen bei Reuth in Niederbayern. Wilhelm von Hofkirchen besaß neben Kollmitz und Drösiedl unter anderem die Herrschaften Guttenbrunn, Aigen, Harmannsdorf, Mühlbach sowie die Schlösser Seebarn und (ab 1565) Vösendorf. Mit Graf Ulrich II. von Hardegg († 1604) auf Glatz und im Marchlande als brandenburgischem Lehensträger in Österreich verhandelte er über die Verleihung der durch den Tod seines Schwagers Adam von Pögl († 1575), Freiherrn zu Reifenstein und Araburg, und von Wolfgang II. von Liechtenstein-Nikolsburg (1536–1585) auf Wülfersdorf heimgefallenen brandenburgischen Lehen um Neusiedl an der Zaya.
Noch im Jahr seines Todes 1584 kaufte Hofkirchen von der Familie seines verstorbenen Schwagers Freiherrn Andreas von Pögl (1521–1565) Burg Liechtenstein und Burg Mödling; beide Herrschaften wurden aber von Hofkirchens Erben Kaiser Rudolf II. zur Pfandlösung angeboten und 1592 Hans Graf Khevenhüller-Frankenburg zu Aichelberg (1538–1606) überlassen.
Hofkirchen und seine Frau Eva wurden in einem Prunkgrab (gestaltet um 1600) in der Pfarrkirche von Aigen beigesetzt.

## Förderer des Protestantismus
Hofkirchen berief Martin Regulus (1525–1577) zu seinem evangelischen Hofprediger in Wien. Nach der Ausweisung der protestantischen Prediger Mag. Josua Opitz (1542–1585), Mag. Johann Tettelbach d. J. (1546–nach 1586), Michael Hugo († nach 1584) und des Präzeptors Mag. Paul Sesser († nach 1596) im Juni 1578 aus der Stadt ließ er im Hof seines Wiener Freihauses in der Seilergasse (Nr. 1089, alte Nr.
1155, später „Göttweiger Hof“, heute Spiegelgasse 9 / Ecke Göttweihergasse) heimlich evangelische Gottesdienste abhalten, in denen auch Kinder getauft wurden. Hofkirchen versuchte, den Göllersdorfer Pfarrer Mag. Wilhelm Friedrich Lutz (1551–1597), der diese verbotenen Gottesdienste hielt, als Prediger bei sich in Wien zu behalten. Dies wurde ihm jedoch von Erzherzog Ernst (1553–1595) verwehrt. Als ihm der Erzherzog am 28. September 1578 „mit grossem Zorn“ „Ihr[o] M[ajestät] höchste Ungnade“ in Aussicht stellte, antwortete Hofkirchen, er „wöll … hiermit seinen Dienst aufkhündt haben, dan er GOtt dem Allmächtigen mehr Gehorsam schuldig seye, dan den Menschen“. Erzherzog Ernst erwiderte, „Alleweil ihm sein Predicant lieber seye, dan die Kayserl. Maj. so mög er nur hinziehen, bis man wieder werd nach ihm schicken“. Hofkirchen verließ noch am selben Tage mit seiner Familie die Stadt Wien.
Hofkirchen stellte Lutz anschließend als Nachfolger des verbannten Johann (Hanns) Behem (* 1549) zur Versorgung seiner Schlossgemeinde in Vösendorf und der umliegenden Dörfer ein. 1580 standen fünf protestantische Prediger unter Hofkirchens Schutz, darunter Rudolph Michael in Vösendorf und Paul Binder (* 1542) in Puch (Buch) bei Waidhofen an der Thaya.

## Familie
Wilhelm von Hofkirchen war seit 1553 verheiratet mit Eva Pögl (Begl) († vor 1591), Freiin von Reiffenstein, Tochter von Siebald Pögl (um 1490–1540), Freiherr von Reifenstein, und Cordula von Herberstein zu Neuberg (1500–1543), mit der er 15 Kinder hatte:
1. Barbara (* um 1553/54; † nach 1592)[14][16][17], ⚭ 1570 Felician (Felix) I. von Herberstein zu Neuberg und Gutenhaag (1540–1590), Bergwerks- und Münzpächter von Nagybánya, Sohn von Georg Andreas (Andre) von Herberstein (1514–1543) und (⚭ 1539) Helena von Pötschach (Petschach) zu Gutenstein († 1553), 1578 kaiserlicher Hofkriegsrat
2. Wolfgang (Wolf) II. (* 1. September 1555; † 15. Juni 1611), ⚭ 1582 Anna Dorothea Gräfin von Oettingen-Oettingen (1563–nach 1624), Tochter von Ludwig XVI. Graf von Oettingen (1508–1569) und (⚭ 1562) Susanne Gräfin von Mansfeld († 1565), führender protestantischer Ständepolitiker und Statthalter von Niederösterreich; dessen Söhne
  1. Wilhelm III. (* 1583; † um 1630), ⚭ 1609 Anna Sabina von Auersperg (1585–1627), ab 1627 Kämmerer Ferdinands II.,[18]
  2. Hanns Ludwig (* um 1584; † nach 1619),
  3. Albrecht (* um 1585; † 1633), kaiserlicher Obristleutnant, von Wallenstein im „Prager Blutgericht“ hingerichtet,
  4. Lorenz IV. (* um 1606; † Anfang 1656), ⚭ Agatha von Oettingen-Oettingen (1610–1680), kursächsischer Generalmajor, schwedischer Generalleutnant und kaiserlicher Feldmarschalleutnant
3. Elisabeth († nach 1622)[19], kaufte 1613 die Herrschaft Drösiedl, die 1611 wegen verschiedener Steuerrückstände und Landsanlagen in Exekution genommen worden war,[20] 1622 von Kaiser Ferdinand II. zu Händen von Paul Jakob von Starhemberg mit Dresidl belehnt,[21] ⚭ 1569 Johann (Hanusch) Wolfhart von Strein (1534–1614), Freiherr zu Schwarzenau, Hartenstein und Ungarschitz[A 9], Sohn von Wolfgang von Strein († 1574), Freiherr zu Schwarzenau, Hartenstein und Ungarschitz, kaiserlicher Rat und Regent der niederösterreichischen Lande, und Anna von Hohenfeld zu Kirchberg am Walde[22]
4. Georg Wilhelm (* um 1553/55; † nach 1576), 1571 bis 1573 immatrikuliert in Straßburg, 1574 Besuch in Paris, 1574 bis 1576 immatrikuliert in Padua, Rückreise 1576 über Venedig[23]
5. Johanna, unverheiratet verstorben
6. Georg (Jörg) Andreas (Andre) (* 16. April 1562; † 1623), 1579 zusammen mit Georg Christoph Teufel Freiherr von Guntersdorf († 1620) und Adam Bess (Peß) Freiherr von Kölln auf Ketzerdorf († nach 1594)[24] in Irland, der Isle of Man, Schottland, England und Holland[25], 1583/84 Mitglied der Gesandtschaft des kaiserlichen Botschafters Freiherr Paul von Eyczing nach Konstantinopel,[26] ⚭ 1588 Marusch (Margaretha) von Losenstein († nach 1624), Tochter von Dietmar VI. zu Losenstein in der Gschwendt (um 1510–1577) und (⚭ 1568) Helena Freiin von Herberstein (1540–1615), Hofkriegsrat, 1593 bei Veszprém von den Türken gefangen genommen, 1603/04 Obrist in Regensburg, Deputierter der evangelischen Stände, unterzeichnete 1608 den Horner Bundbrief, 1616 von Kaiser Matthias mit Dresidl belehnt,[21] 1619 zu den böhmischen Truppen übergelaufen, 1620 geächtet; dessen Söhne
  1. Wilhelm II. (* 1583; † nach 1620), studierte vermutlich 1602 in Tübingen,[27] 1616 und 1619 Delegierter der protestantischen Stände in Horn, 1620 geächtet; ⚭ 1609 Gräfin Anna Sabina von Auersperg († 1627), Herrin von Weichselbach und Wolfpassing, Tochter von Freiherr Volkhard VIII. von Auersperg (um 1530–1591) und (⚭ 1568) Elisabeth von Hofkirchen († 1587),[A 10]
  2. Hans Bernhard († 1620), 1607 bis 1611 Studium in Padua und Siena, Rittmeister, 1620 geächtet, kämpfte als „Obrister Leuttenampt“ in der Schlacht am Weißen Berge auf böhmischer Seite, wurde gefangenen genommen und starb an seinen Verwundungen in der Haft.[28]
7. Johann (Hans) Wilhelm († nach 1629), unterzeichnete 1608 den Horner Bundbrief, 1620 geächtet, leistete 1629 die Huldigung.
8. Eva († zwischen 1592 und 1599)[16], ⚭ 1588 Wolf Ehrenreich (Ernrich) von Strein (1561–1613), Freiherr zu Schwarzenau[A 11], Sohn von Johann Wolfhard von Strein (1534–1614), Freiherr zu Schwarzenau zu Ungarschitz, und Eva von Trauttmansdorff zu Trautenberg († 1569), 1595 Kämmerer und Oberstabelmeister
9. Kordula († nach 1592)[16], jung verstorben,
10. Adam, als Kind verstorben
11. Johann (Hanns) Adam (* um 1565/70; † 1605), 1584 immatrikuliert in Padua, 1586 in Bologna und Siena, ⚭ 1590 Apollonia Freiin von Kraigk (Kreygg), Tochter von Zdenko (Zdeněk) II. von Kraigk (1530–1577), Freiherr zu Landstein und Niemtschitz, und Anna Freiin von Biberstein (1546–1586), ermordete 1591 in der Burg Raabs an der Thaya zusammen mit seinem Schwager Ferdinand von Schönkirchen[A 12] den Erbtruchsess in Österreich und kaiserlichen Rat Niklas (Nikolaus) von Puchheim († 1591), Freiherr zu Raabs und Krumbach[29]
12. Hyppolita, als junges Mädchen verstorben
13. Maria († nach 1592)[16], als junges Mädchen verstorben
14. Susanna († nach 1624), ⚭ 1599 Johann Christoph II. von Puchheim zu Krumbach (1578–1619), Sohn von Johann Christoph I. von Puchheim († 1598) und Margaret von Oettingen († 1548); er erbte 1600 Göllersdorf, 1603 zum Katholizismus konvertiert und zum Hofkriegsrat ernannt, Kämmerer, Obrist-Truchsess, General-Feld- und Haus-Zeugmeister, kämpfte in Ungarn gegen die Türken, 1613 in den Grafenstand erhoben
15. Anna, als junges Mädchen verstorben

Johann (Hanns) III. († nach 1564), Christof († 1568), Jobst († 1569) und Jorg von Hofkirchen waren Brüder des Wilhelm von Hofkirchen; der königliche Rat Wentzelaw (Wenßeslaus; Watzlaw; Wenzel) von Hoffkirchen, Freiherr zu Kolmuntz – für Österreich unter der Enns Teilnehmer am Augsburger Reichstag 1530 –, war sein Onkel.